# Coppa del Baltico 2008
La Coppa del Baltico 2008 è stata la 22ª edizione della competizione, l'11ª dalla reistituzione di questa manifestazione nel 1991 a seguito del collasso dell'Unione Sovietica.
Ha visto la vittoria della Lettonia, per l'occasione Paese ospite, che si è aggiudicata per la decima volta la coppa.

## Formula
La formula è quella tradizionale della manifestazione, che prevede un girone all'italiana con partite di sola andata tra le tre formazioni partecipanti.

## Classifica finale
| Pos. | Squadra  | Pt | G | V | N | P | GF | GS | DR |
| ---- | -------- | -- | - | - | - | - | -- | -- | -- |
| 1.   | Lettonia | 6  | 2 | 2 | 0 | 0 | 3  | 1  | +2 |
| 2.   | Lituania | 3  | 2 | 1 | 0 | 1 | 2  | 2  | 0  |
| 3.   | Estonia  | 0  | 2 | 0 | 0 | 2 | 0  | 2  | -2 |

## Risultati
| Arbitro: | Žuta |

|                    |           |  |
| Laizāns 48’ (rig.) | Marcatori |  |

| Arbitro: | Lajuks |

|  |           |                 |
|  | Marcatori | 89’ Mižigurskis |

| Arbitro: | Kaldma |

|                                 |           |              |
| Gorkšs 56’ Alunderis 77’ (aut.) | Marcatori | 81’ Beniušis |